# Thorembais-Saint-Trond
Thorembais-Saint-Trond (en wallon Torebåy-Sint-Trond) est une section de la commune belge de Perwez située en Région wallonne dans la province du Brabant wallon.
C'était une commune à part entière avant la fusion des communes de 1977.

## Démographie
- Sources:INS, Rem:1831 jusqu'en 1970=recensements, 1976= nombre d'habitants au 31 décembre

## Galerie

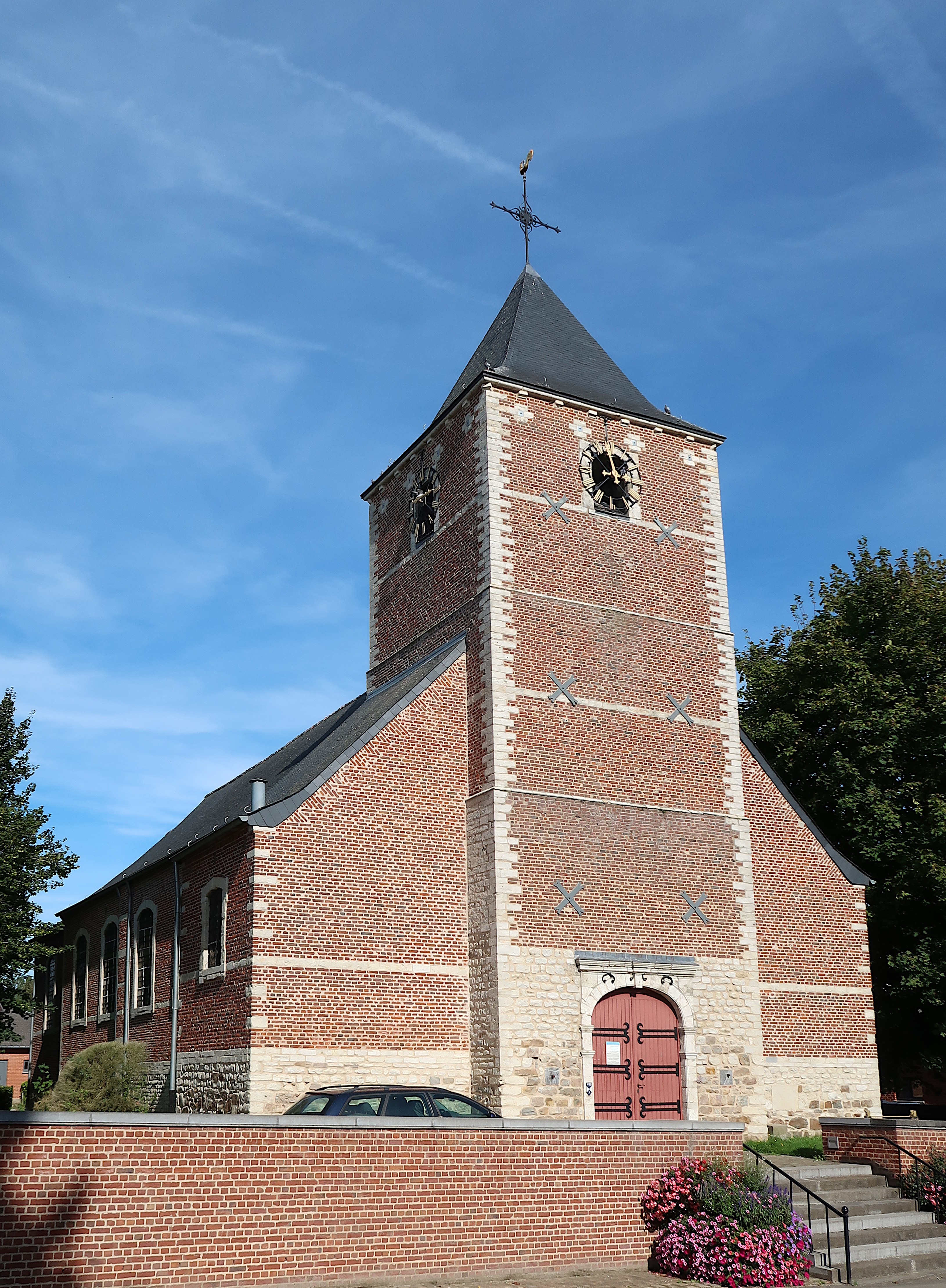
Eglise Saint-Trond de 1757.
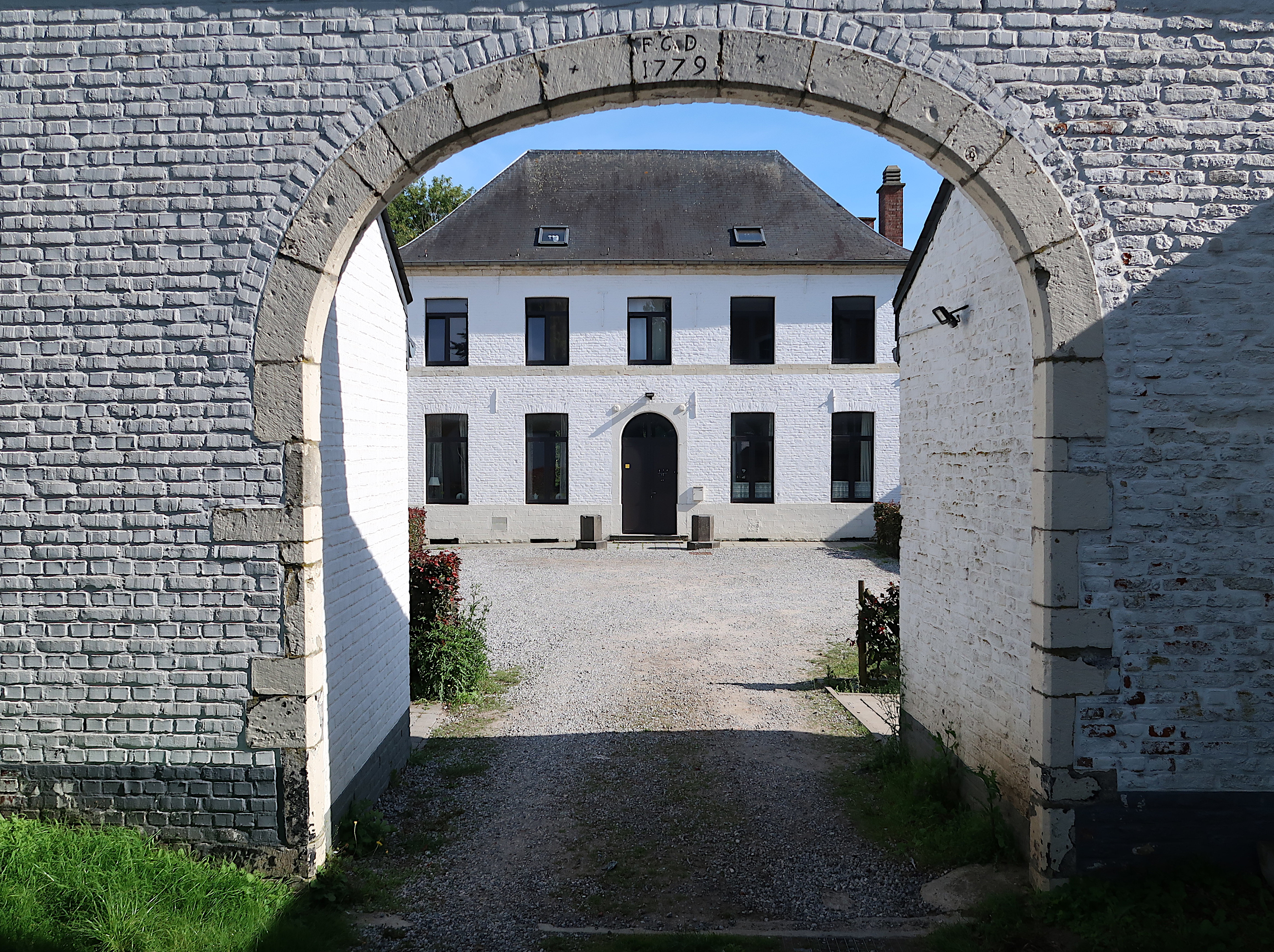
Presbytère de 1775.
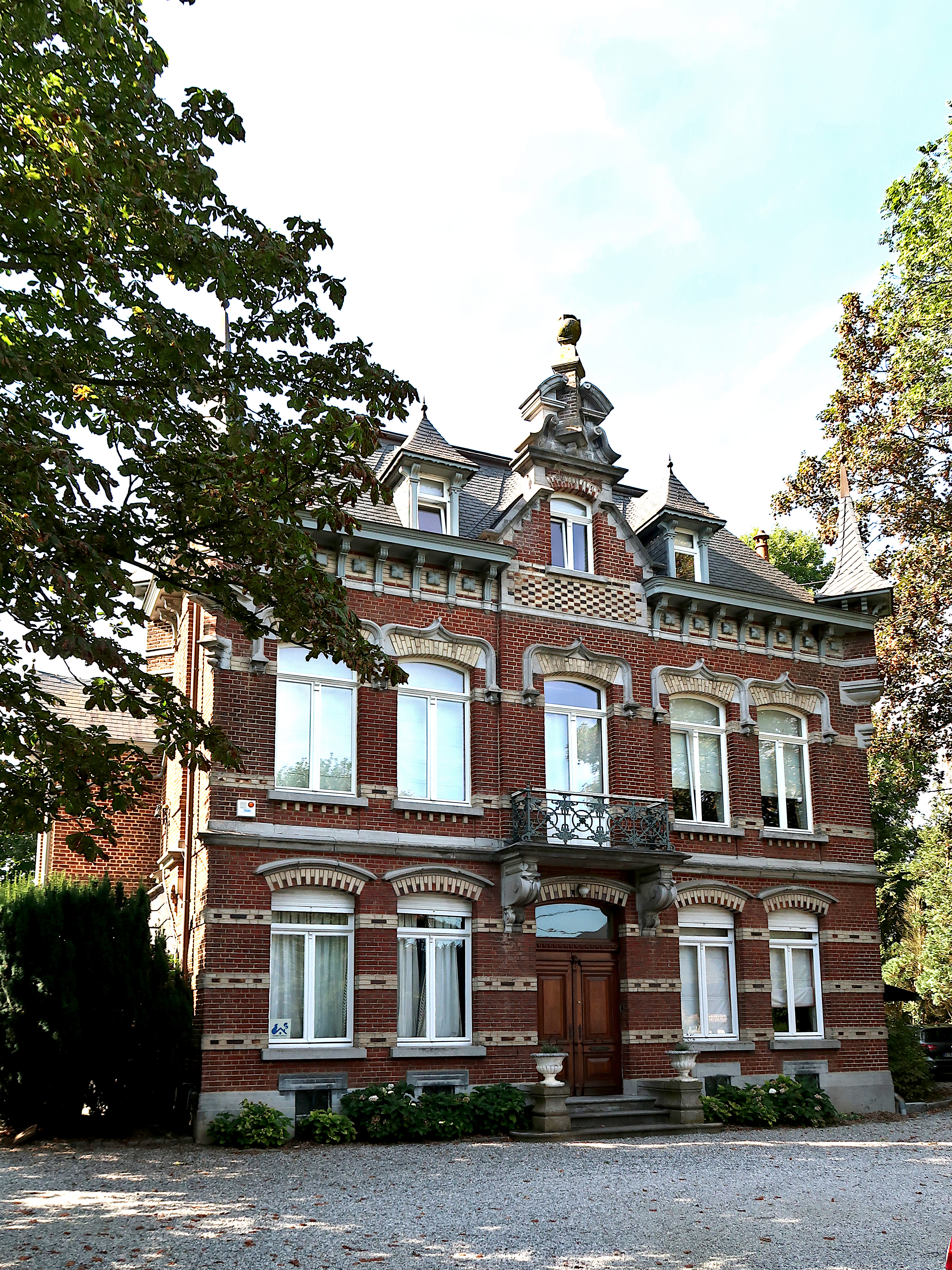
Manoir de Thorembais de 1894.
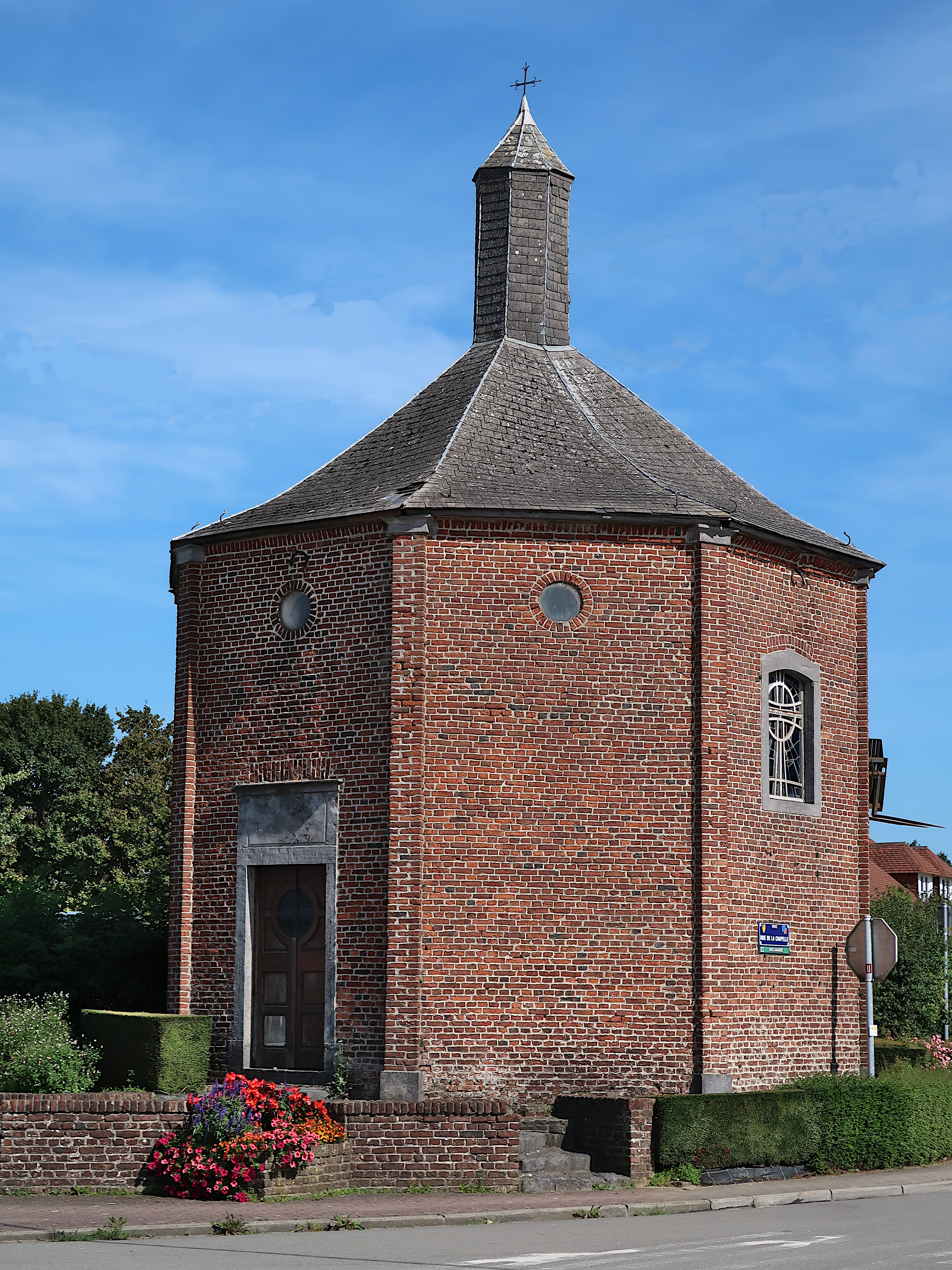
Chapelle Notre-Dame de Bonne-Espérance de 1820.